# Antares (raketa)
Antares (do konce roku 2011 Taurus II) je nosná raketa americké firmy Northrop Grumman (do roku 2018 Orbital ATK, dříve Orbital Sciences Corporation). Na nízkou dráhu (LEO) ve výšce zhruba 200 km vynese pětitunový náklad. Je navržená jako nosič lodě Cygnus, která byla vyvinuta v programu spolupráce NASA s komerčním sektorem COTS (Commercial Orbital Transportation Services) a poté na CRS (Commercial Resupply Services) dopravuje pro NASA zásoby na Mezinárodní vesmírnou stanici. Po nehodě během pátého letu raketa prošla modernizací a všechny další lety byly ve verzi Antares 230. Po ruské invazi na Ukrajinu začal vývoj série 300. Plánovány jsou i verze se třetím stupněm.

## Design

### První stupeň

#### Antares 100

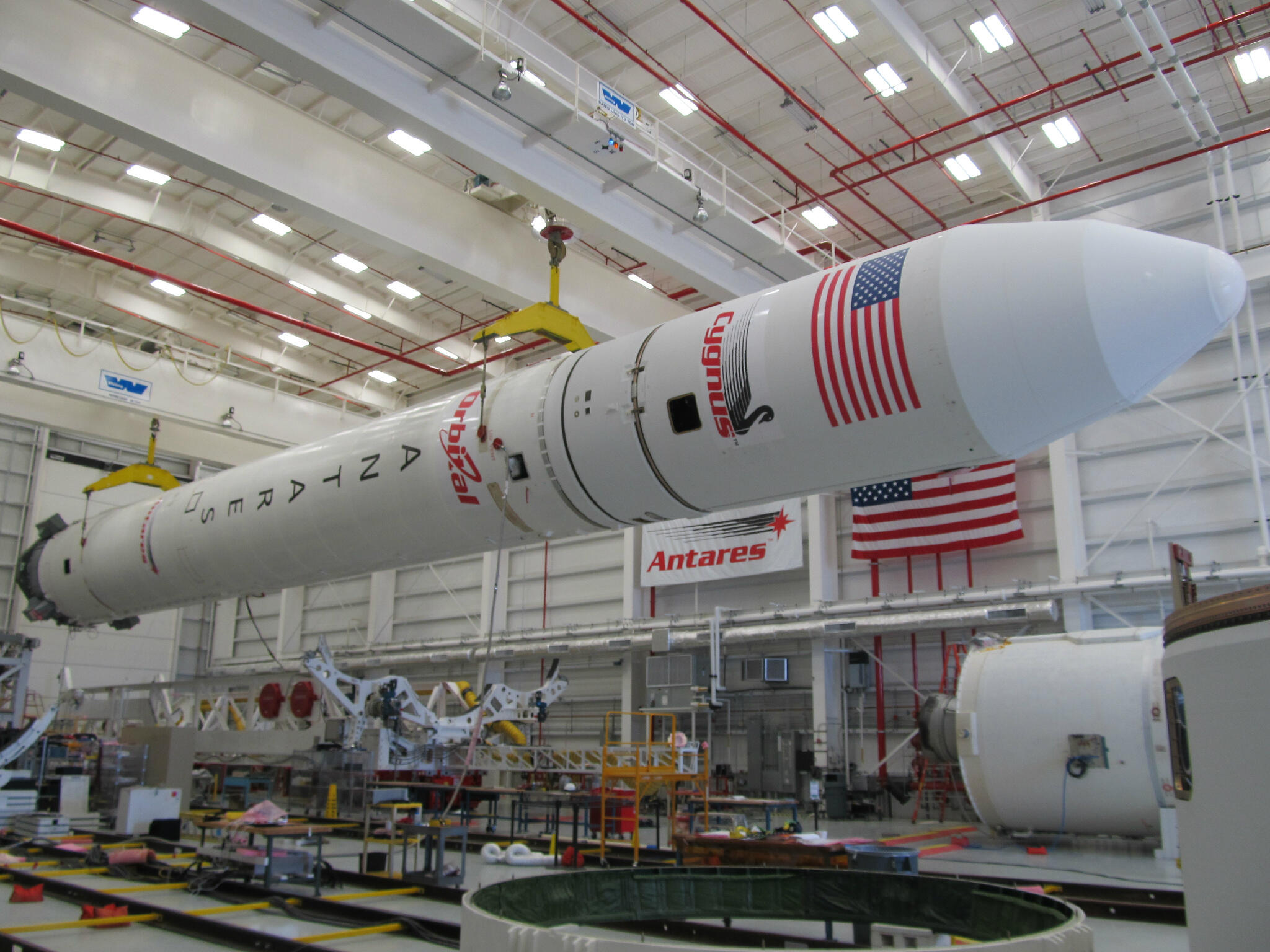
Antares 110 připravený k prvnímu letu, 4. dubna 2013

První stupeň měl 2 motory Aerojet AJ-26 na LOX/RP-1. Dohromady měly oba motory tah 3265 kN (na hladině moře; 3630 kN ve vakuu). Motory byly modifikací sovětských motorů NK-33 původně (v první polovině 70. let 20. století) určených pro raketu N-1, zakoupených Aerojetem. Aerojet motory vybavil moderní elektronikou, adaptoval je k palivu používanému ve Spojených státech a přidal kardanový závěs (kvůli směrování tahu).
Nádrže a související vybavení prvního stupně zkonstruovala ve spolupráci s Orbitalem ukrajinská konstrukční kancelář KB Pivdenne na základě prvního stupně rakety Zenit, po kterém Antares zdědil průměr 3,9 m. Vyráběla je ukrajinská společnost Pivdenmaš.

#### Antares 200
Motory AJ-26 nahradily ruské motory RD-181 založené na motorech RD-191. Tyto byly silnější, dohromady měly oba motory tah 3844 kN. Poslední raketa této série odstartovala v srpnu 2023.

#### Antares 300
Kvůli ruské invazi na Ukrajinu v roce 2022 byla výroba raket ohrožena, když montáž 1. stupně probíhala na Ukrajině za použití ruského motoru. Northrop Grumman proto v srpnu 2022 oznámil, že uzavřel dohodu s americkou společností Firefly Aerospace, která bude stupeň vyrábět a vybaví ho sedmi svými motory Miranda. Těchto sedm motorů má mít dohromady tah 7200 kN, tedy téměř dvakrát více, než v sérii 200. To umožní zvýšit nosnost rakety.
První start s nákladem by měl proběhnout v srpnu 2025.

### Druhý stupeň
Druhý stupeň Castor 30 má jeden motor na pevné palivo. Vyvinula ho americká společnost Orbital ATK úpravou stupně Castor 120. Stupeň má jeden motor s průměrným tahem 293,4 kN (maximální tah je 395,7 kN). V prvních dvou letech Antaru byla použita verze Castor 30A, další dvě rakety Antares použily vylepšenou verzi Castor 30B. Od října 2014 se používá větší Castor 30XL.
Průměr hlavy rakety s nákladem je také 3,9 m, výška 9,9 m.

### Třetí stupeň
Plánováno je použití rakety též s třetím stupněm BTS odvozeným od platformy GEOStar Orbitalu s motorem na hydrazin a oxid dusičitý, třetím stupněm s motorem ATK Star 48BV na pevné palivo nebo třetím stupněm s motorem Orion 38.

## Číslování
Verze rakety jsou značeny trojmístným číslem:
|              | První číslice | Druhá číslice | Třetí číslice      | Čtvrtá pozice                                       |
| první stupeň | druhý stupeň  | třetí stupeň  | rozšíření          |                                                     |
| ------------ | ------------- | ------------- | ------------------ | --------------------------------------------------- |
| 0            | —             | —             | bez třetího stupně | —                                                   |
| 1            | 2 × AJ26-62   | Castor 30A    | BTS                | —                                                   |
| 2            | 2 × RD-181    | Castor 30B    | Star 48BV          | —                                                   |
| 3            | 7 × Miranda   | Castor 30XL   | Orion 38           | —                                                   |
| +            | —             | —             | —                  | Zvýšení výkonu prvního stupně a vylepšení Castor XL |

## Přehled misí
Antares startuje z kosmodromu Mars v sousedství staršího kosmodromu NASA Wallops Flight Center (nazýván též Středoatlantský regionální kosmodrom, MARS).
| Pořadí           | Název mise       | Verze            | Datum                  | Popis mise | Výsledek  |
| Uskutečněné mise | Uskutečněné mise | Uskutečněné mise | Uskutečněné mise       | Uskutečněné mise |           |
| ---------------- | ---------------- | ---------------- | ---------------------- | --- | --------- |
| 1                | Antares A-ONE    | Antares 110      | 21. dubna 2013         | První start rakety Antares, nesla maketu lodi Cygnus                                                                                      | Úspěšná   |
| 2                | Cygnus Orb-D1    | Antares 110      | 18. září 2013          | První let ke stanici ISS s necelými 700 kg nákladu                                                                                        | Úspěšná   |
| 3                | Cygnus Orb-1     | Antares 120      | 9. leden 2014          | První let s druhým stupněm Castor 30B, náklad 1 260 kg                                                                                    | Úspěšná   |
| 4                | Cygnus Orb-2     | Antares 120      | 8. května 2014         | 1 494 kg nákladu | Úspěšná   |
| 5                | Cygnus Orb-3     | Antares 130      | 28. října 2014         | Exploze 6 sekund po startu v prostoru motorů prvního stupně následovaná pádem na rampu a výbuchem. První let s druhým stupněm Castor 30XL | Neúspěšná |
| 6                | Cygnus OA-5      | Antares 230      | 17. října 2016         | První loď pokročilé verze | Úspěšná   |
| 7                | Cygnus OA-8E     | Antares 230      | 12. listopadu 2017     | 3 338 kg nákladu | Úspěšná   |
| 8                | Cygnus OA-9E     | Antares 230      | 21. května 2018        | 3 350 kg nákladu | Úspěšná   |
| 9                | Cygnus NG-10     | Antares 230      | 17. listopadu 2018     | 3 416 kg nákladu | Úspěšná   |
| 10               | Cygnus NG-11     | Antares 230      | 17. dubna 2019         | 3 447 kg nákladu | Úspěšná   |
| 11               | Cygnus NG-12     | Antares 230+     | 2. listopadu 2019      | 3 705 kg nákladu | Úspěšná   |
| 12               | Cygnus NG-13     | Antares 230+     | 15. února 2020         | 3 377 kg nákladu | Úspěšná   |
| 13               | Cygnus NG-14     | Antares 230+     | 3. října 2020          | 3 551 kg nákladu | Úspěšná   |
| 14               | Cygnus NG-15     | Antares 230+     | 20. února 2021         | 3 810 kg nákladu | Úspěšná   |
| 15               | Cygnus NG-16     | Antares 230+     | 10. srpna 2021         | 3 723 kg nákladu | Úspěšná   |
| 16               | Cygnus NG-17     | Antares 230+     | 19. února 2022         | 3 800 kg nákladu | Úspěšná   |
| 17               | Cygnus NG-18     | Antares 230+     | 7. listopadu 2022      | 3 708 kg nákladu | Úspěšná   |
| 18               | Cygnus NG-19     | Antares 230+     | 2. srpna 2023          | 3 785 kg nákladu | Úspěšná   |
| Plánované mise   |                  |                  |                        | |           |
| 19               | Cygnus NG-23     | Antares 330      | červen 2025 (nejdříve) | První mise nové verze rakety s motory společnosti Firefly Aerospace                                                                       | Plánovaná |